# Kobylisy skjutfält

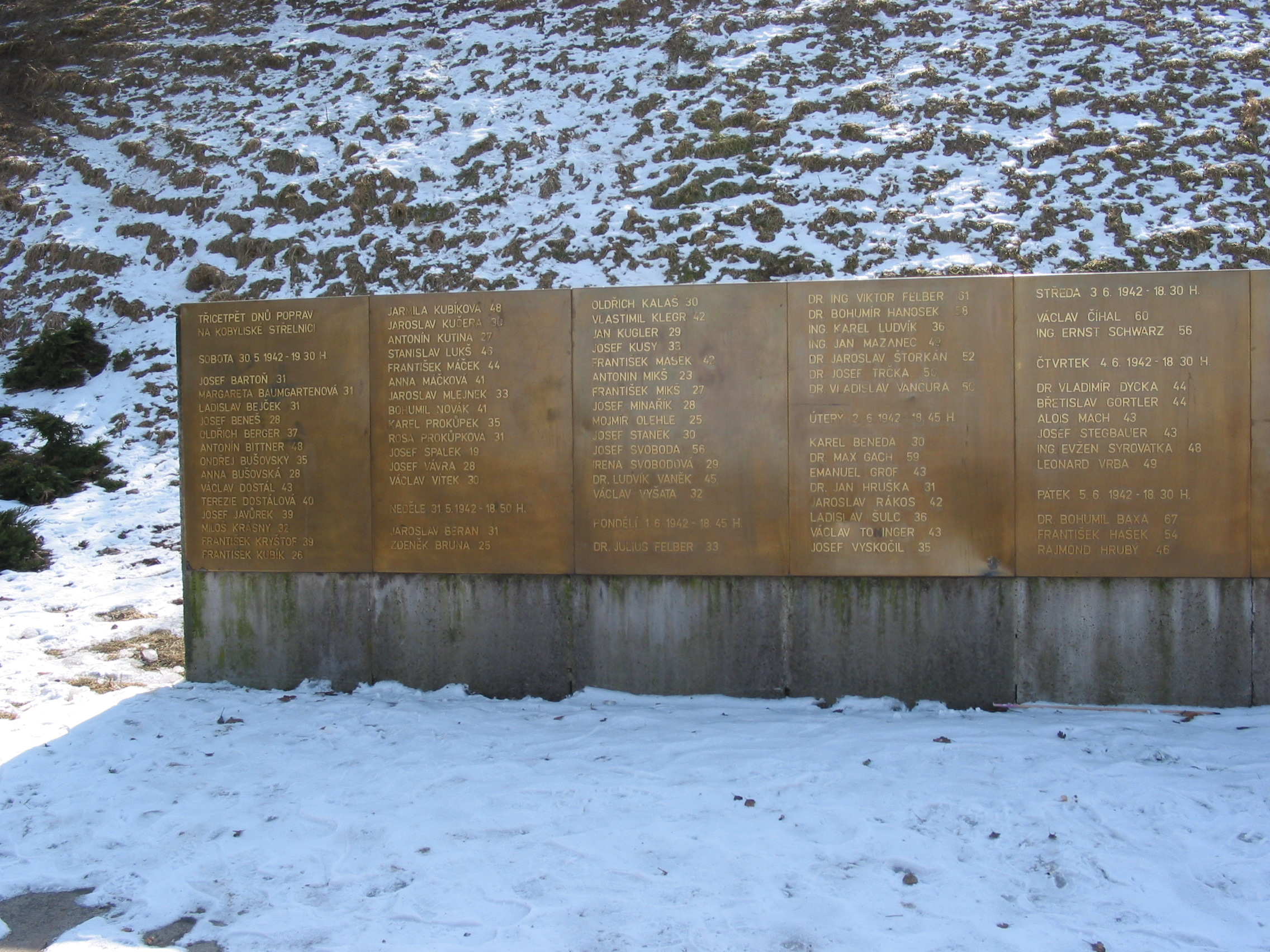
Kobylisy skjutfält – Minnestavlor över avrättade personer

Kobylisy skjutfält, tjeckiska Kobyliská střelnice, var ett skjutfält beläget i Kobylisy i norra Prag.
Skjutfältet anlades 1889-1891 för att träna österrikisk-ungerska och senare tjeckoslovakiska soldaters skytteträning. Under den nazityska ockupationen under andra världskriget användes Kobylisy skjutfält som avrättningsplats för politiskt oliktänkande och motståndsmän. De flesta arkebuseringarna ägde rum efter mordet på Böhmen-Mährens ställföreträdande riksprotektor Reinhard Heydrich i slutet av maj 1942.
Kobylisy skjutfält är sedan 1978 tjeckiskt nationalmonument.